# 佐渡市の中学校一覧
佐渡市の中学校一覧（さどしのちゅうがっこういちらん）は、新潟県佐渡市内にある中学校の一覧。
島内各地区（旧市町村）ごとに記述してある。

## 両津地区
- 内海府中学校
- 東中学校
- 前浜中学校
- 南中学校
- 両津中学校

## 相川地区
- 相川中学校 - ウェイバックマシン（2000年4月14日アーカイブ分）
- 高千中学校 - ウェイバックマシン（2004年2月12日アーカイブ分）

## 金井地区
- 金井中学校

## 佐和田地区
- 佐和田中学校

## 新穂地区
- 新穂中学校
- 新潟県立佐渡養護学校中学部

## 畑野地区
- 畑野中学校
- 松ヶ崎中学校

## 真野地区
- 真野中学校

## 赤泊地区
- 佐渡市立赤泊中学校
- 住所
- 新潟県佐渡市赤泊
- 生徒数
- 35名（令和2年5月1日現在）

## 羽茂地区
- 羽茂中学校→小木中学校と合併し、南佐渡中学校に

## 小木地区
- 小木中学校 - ウェイバックマシン（2004年8月5日アーカイブ分）→羽茂中学校と合併し、南佐渡中学校